# ディス・プロヴィデンス
ディス・プロヴィデンス（This Providence）は、アメリカ合衆国ワシントン州シアトル出身のロック・バンド。

## 略歴
2003年に結成した。高校在学中から地元でプレイして強力なファンを獲得するとともに、レーベルからの注目も集めた。卒業後、デビュー・アルバム『Our World Divorce』をリリースし、その作品は地元シアトルのインディーズ・バンド、ギャッツビーズ・アメリカン・ドリームのボビー・ダーリングをして「彼らはとてもクリエイティブで演奏力があるが、それだけでなく素晴らしいポップセンスを持っている」と評価させた。
2006年にフュエルド・バイ・ラーメンにレーベルを移籍し、セルフタイトル・アルバム『This Providence』をリリースした。その後は数回のメンバー・チェンジを経ながら様々なバンドとツアーし、一時期は5人構成となってダニエルがボーカルに専念していた時期もあった。2007年には「My Beautiful Rescue」のビデオ・クリップが作成され、ミュージック・フェスティバルのバンブーズルにも参加した。
2008年にはEP『Bright Light』を発表。その後はザ・キャブの「Why So Serious?」ツアー等をサポートした。
2009年には3枚目となるアルバム『Who Are You Now?』をリリース。このアルバムからは「letdown」や「Keeping on Without You」などの曲が人気となり、アルバムもビルボードで176位にランク・インした。
2013年、ダニエル・ヤングはディス・プロヴィデンスがバンドとして継続していないことを認めている。

## メンバー

### 最終ラインナップ
- ダニエル・ヤング (Daniel Young) - ボーカル、ギター (2003年–2013年)
- ギャヴィン・フィリップス (Gavin Phillips) - ギター (2003年–2013年)
- デヴィッド・ブレイズ (David Blaise) - ベース (2006年–2013年)
- アンディ・ホースト (Andy Horst) - ドラム (2007年–2013年)

### 旧メンバー
- フィル・コブレア (Phil Cobrea) - ベース (2003年–2006年)
- ポール・ベンソン (Paul Benson) - ドラム (2003年–2005年)
- ライアン・タッパート (Ryan Tapert) - ドラム (2005年–2007年)
- ショーン・ガスペレッティ (Sean Gasperetti) - ギター (2007年–2008年)

## ディスコグラフィ

### スタジオ・アルバム
- Our Worlds Divorce (2004年、Rocketstar)
- This Providence (2006年、Fueled by Ramen)
- Who Are You Now? (2009年、Fueled by Ramen)

### EP
- The Sunday Best (2003年)
- The Bright Lights (2008年、Fueled by Ramen)
- Brier (2012年、Magic Mike)